# Ballyheigue
Ballyheigue (in irlandese: Baile Uí Thaidhg) è un villaggio nella contea di Kerry, in Irlanda.